# Хроніка святого інфанта Фернанду
«Хроніка святого інфанта Фернанду» (порт. Crónica do Infante Santo Dom Fernando) — португальський історичний твір, життєпис португальського інфанта Фернанду Блаженного. Написаний у 1451—1460 роках його секретарем і сповідником, монахом-бенедиктинцем Жуаном Алварішем, на замовлення інфанта Енріке Мореплавця. Описує трагічну участь Фернанду у Танжерському поході 1437 року, мучеництво у марокканському полоні й трагічну загибель у Феській тюрмі. Складений у жанрі агіографічної літератури. Сильно різниться від офіційної історії Руя де Піни. Вперше виданий 1527 року в Лісабоні, з правками Єроніма Лопеша під назвою «Трактат про життя сеньйора інфанта Фернанду». Перевиданий 1577 року в Коїмбрі. Втретє виданий 1730 року в Коїмбрі зі зміненою назвою, як «хроніка». Справив вплив на формування національного міфу про святість Фернанду.

## Назва
- Трактат про життя і дуже доброчинні діяння сеньйора інфанта, пана Фернанду  — оригінальна назва лісабонського видання 1527 року.
- Хроніка діянь, життя і смерті святого інфанта, пана Фернанду, який помер у Фесі — назва коїмбрського видання 1730 року.
- Хроніка святого інфанта Фернанду — коротка назва.

## Видання
- Álvares, João. Tratado da vida e dos feitos do muito vertuoso Senhor Infante D. Fernando. Lisbon, 1527.
- Álvares, João. Tratado da vida e dos feitos do muito vertuoso Senhor Infante D. Fernando. Coimbra, 1577.
- Álvares, João. Chronica dos feytos, vida, e morte do infante santo D. Fernando, que morreo em Fez / revista, e reformada agora de novo pelo Padre Fr. Jeronymo de Ramos da Ordem dos Prégadores. Terceyra impressaõ feyta à custa de Joaõ Rodrigues mercador de livros ás portas de Santa Catharina. Lisboa Occidental: na Officina de Miguel Rodrigues, 1730.  [Архівовано 4 лютого 2019 у Wayback Machine.]